# Le Tronquay, Calvados
Le Tronquay este o comună în departamentul Calvados, Franța.